# Edoardo Garzena
Edoardo Garzena (n. 4 mai 1900, Torino, Italia – d. 11 iulie 1982, Torino, Italia) a fost un boxer ce a reprezentat Italia, medaliat olimpic. A participat la o ediție a Jocurilor Olimpice (1920) în care a câștigat o medalie de bronz.

## Participări
Lista de mai jos prezintă principalele competiții la care a participat Edoardo Garzena de-a lungul carierei.
- boxing at the 1920 Summer Olympics – featherweight[*]